# Sotnur
Sotnur (en rus: Сотнур) és un poble de la República de Marí El, a Rússia, que en el cens del 2010 tenia 953 habitants. Pertany al districte rural de Voljsk.